# David Hume
David Hume [déjvid hjúm], škotski filozof, ekonomist in zgodovinar, * 7. maj 1711, Edinburg, Škotska, † 25. avgust 1776, Edinburg, Škotska.
Hume velja za eno izmed osrednjih osebnosti zahodne filozofije in škotskega razsvetljenstva.
Zgodovinarji imajo po navadi humovsko filozofijo za temeljito, celovito obliko skepticizma, vendar mnogi poznavalci menijo, da je v njegovi filozofiji enako pomemben element naturalizma. Preučevanje Huma je s časom je tako nihalo med tistimi, ki poudarjajo skeptično stran (npr. logični pozitivisti) in tistimi, ki izpostavljajo naturalistično stran Humove filozofije (npr. Galen Strawson).
Na Huma sta močno vplivala empirista John Locke in George Berkeley, pa tudi različni pisci francoskega in angleškega intelektualnega področja. 

## Življenje
Huma je družina poslala na Univerzo v Edinburgu, ko mu je bilo šele 12 let (bolj običajno bi bilo 14). Sprva je nameraval postati pravnik, vendar je, kot je sam dejal, začutil nepremagljiv odpor do vsega, razen filozofskih prizadevanj in splošnega znanja. Ni ravno spoštoval profesorjev; prijatelju je leta 1735 dejal, da se od profesorja, o komer ni pisano v knjigah, ni ničesar naučiti.
Pri osemnajstih letih, leta 1729, je Hume prišel do filozofskega odkritja, ki mu je »odprlo novo miselno obzorje«. O tem, kaj je to bilo sicer ni pisal, ampak po vsej verjetnosti je bila to njegova teorija o vzročnosti, ki pravi, da so naša prepričanja o vzroku in učinku odvisna od občutja ter navade in ne od razloga ali abstraktnih, brezčasnih, splošnih fizikalnih zakonih.
Leta 1734 se je umaknil v La Fleche v Franciji, kjer je študiral in izvajal različne intelektualne eksperimente. Med tem štiriletnim obdobjem je osnoval svoj življenjski načrt in se odločil, kot je napisal v knjigi My Own Life (moje lastno življenje), z zelo rigidno preudarnostjo zapolnjevati svoje pomanjkanje sreče, ohranjati čisto neodvisnost in imeti vsak objekt, razen izboljševanja svojega literarnega talenta, za zaničevanja vreden. Med tem obdobjem je pri svojih 26 letih dokončal delo z naslovom Razprava o človeški naravi (A Treatise of Human Nature, 1737). Kljub temu, da mnogi poznavalci danes menijo, da je to Humovo najpomembnejše delo in ena najpomembnejših knjig v zgodovini filozofije, se britanska javnost s tem takrat ni strinjala. Hume je poskušal doseči boljši odziv s skrajšanjem in razlago knjige, brez razkritja avtorstva, vendar tudi to ni zbudilo zanimanja. 
Po objavi esejev Moralno in politično (Moral and Political, 1744) se je prijavil za mesto na katedri za etiko in psihologijo na Univerzi v Edinburgu, kjer so ga zavrnili. Leta 1745 je začel pisati svoje veliko zgodovinsko delo z naslovom Zgodovina Velike Britanije (The History of Great Britain, 1754-1762), ki ga je pisal petnajst let in je presegalo milijon besed, objavljeno pa je bilo v šestih delih. Leta 1748 je med triletnim vojaškem služenjem pisal svoje filozofske eseje o človeškem razumevanju (Philosophical Essays concerning Human Understanding, objavljeno kot An Enquiry Concerning Human Understanding), ki se niso izkazali za nič kaj bolj uspešne od Razprave o človeški naravi.
Hume je bil obtožen herezije, a njegovi prijatelji, mladi duhovniki so ga branili z utemeljitvijo, da kot ateist ne spada pod pristojnosti Cerkve. Kljub oprostitvi Humu ni uspelo dobiti mesta na katedri za filozofijo na univerzi v Glasgowu. Bilo je leta 1752, kot je zapisal v knjigi My Own Life, ko ga je advokatska zbornica izbrala za svojega knjižničarja, za kar je prejemal malo ali nič plače, ampak postal je vodja velike knjižnice in ta vir mu je omogočil nadaljnje zgodovinske raziskave za svojo Zgodovino Velike Britanije.
Hume je dosegel izjemno književno slavo kot esejist in zgodovinar. Izjemno obsežna Zgodovina Velike Britanije od saških kraljestev do Slavne revolucije je bila svojčas bestseller. V njej je Hume predstavil političnega človeka kot bitje navade, ki je nagnjeno k tihi podreditvi obstoječi oblasti, razen kadar je soočeno z negotovimi okoliščinami. Po njegovem mnenju lahko samo element vere odvrne ljudi od svojega vsakdana in ga pripravi, da razmišlja o političnih zadevah.
Humov zgodnji esej o vraževernosti in veri (Of Superstition and Religion) je postavil temelje skoraj vsakemu sekularnemu premisleku o zgodovini religije. Kritiki vere v Humovem času so morali biti v izražanju svojih idej previdni; manj kot 15 let pred Humovim rojstvom je bil 18-letni študent Thomas Aikenhead zaradi izjave, da je krščanstvo nesmisel, obsojen in obešen zaradi blasfemije. Hume je sledil razširjeni praksi posrednega izražanja svojih pogledov skozi različne like in dvogovore. Avtorstva za Razpravo o človeški naravi ni priznal vse do leta svoje smrti 1776. Njegovi eseji o samomoru (Of Suicide), o nesmrtnosti duše (Of the Immortality of the Soul) in dialogi o naravni religiji (Dialogues Concerning Natural Religion) so bili objavljeni šele po njegovi smrti in še takrat brez avtorjevega in založnikovega imena. Hume je bil tak mojster v zakrivanju lastnih prepričanj, da še danes potekajo debate o tem ali je bil ateist ali teist. Ne glede na to; njegov domnevni ateizem ga je prikrajšal za mnoge pozicije. 
Obstaja stara (in verjetno neresnična) zgodba o Davidu Humu in njegovem domnevnem ateizmu. V njej Hume pade iz svojega konja v blatno mlakužo in mu kaže vedno slabše, v tem pa pride mimo pobožna gospa. Ko zagleda ateista, ki se bori za življenje, se mu približa in gleda vanj. Hume jo prosi, da mu poda palico in ga potegne ven, toda ona mu ni pripravljena pomagati, če ne izrazi svoje predanosti Vsemogočnemu Bogu. Hume ji ustreže in dama mu pomaga ven.
Med letoma 1763 in 1765 je bil Hume tajnik Lorda Hertforda v Parizu, občudoval ga je Voltaire in poveličevale so ga ženske. Spoprijateljil (in se kasneje sprl) se je z Rousseaujem. O svojem pariškem življenju je zapisal, da si pogosto resnično želi preproste grobosti poker kluba v Edinburgu ... da bi se popravil in omejil tolikšno naslado. Od leta 1767 je bil eno leto na mestu državnega podsekretarja za severno Škotsko. Leta 1768 se je ustalil v Edinburgu. Zanimanje za Humova filozofska dela je zraslo po tem, ko mu je okrog leta 1770 nemški filozof Immanuel Kant pripisal zasluge, da ga je zbudil iz dogmatičnega dremeža in od tedaj je bil Hume deležen spoštovanja, po katerem je hrepenel celo življenje.
James Boswell, ki je znan po zapisih svojih pogovorov z eminentnimi osebnostmi tistega časa, je Huma obiskal nekaj tednov pred smrtjo. Hume mu je povedal, da iskreno misli, da je posmrtno življenje najbolj nerazumna izmišljotina. Napisal je tudi svoj lastni epitaf: »Born 1711, Died [----]. Leaving it to posterity to add the rest.« -Rojen 1711, umrl [----]. Manjkajoče prepuščam tistim, ki me preživijo. Napis je vgraviran z letnico 1776 na »preprosti rimski grobnici«, ki jo je predpisal sam in kot je želel, stoji na vzhodnem bregu Calton Hilla nasproti njegovega doma na David Street 1 v New Townu v Edinburgu.

## Dela
- A Kind of History of My Life (1734)

Pismo neimenovanemu zdravniku, v katerem ga Hume prosi za nasvet o »bolezni učenih«, s katero se je okužil. Tukaj pojasnjuje, da se mu je pri 18 letih »odprlo novo misleno obzorje«, zaradi katerega je opustil vse ostale dejavnosti in se predal študiju.
- A Treatise of Human Nature: Being an Attempt to introduce the experimental Method of Reasoning into Moral Subjects. (1739–40)

Knjiga 1: Of the Understanding Obravnava vse od izvora naših idej do njihove delitve. Vključuje tudi pomembna stališča skepticizma.

Knjiga 2: Of the Passions Obravnava čustva.

Knjiga 3: Of Morals Moralne ideje, pravičnost, dolžnosti, dobrohotnost.
Hume je nameraval počakati in videti, če bo Razprava dobro sprejeta in zbirko v tem primeru zaokrožiti še s knjigama o politiki in kritičnosti. Tako uspeha kot knjig ni bilo.
- An Abstract of a Book lately Published: Entituled A Treatise of Human Nature etc. (1740)

Včasih so to delo pripisovali Adamu Smithu, danes pa v splošnem velja, da je to Humov poskus popularizacije Razprave
- Eseji Moral and Political (prvi izdaji 1741–2)

Zbirka del, ki so bila napisana v mnogo letih in objavljena v nizu izdaj preden so bila zbrana skupaj ob koncu Humovega življenja. Eseji so zelo nejasni, obravnavajo pa različne teme: estetska sodba, značaj britanske vlade, ljubezen, zakon in mnogoženstvo, demografija antičnih Grčije in Rima, če jih naštejemo le nekaj. Kljub temu se nekatere pomembne teme ponavljajo, še posebej vprašanje o merilu okusa, obnašanja in načel. Eseji so napisani v očitnem posnemanju publikacij Tatler in The Spectator, ki ju je hume bral v mladosti
- A Letter from a Gentleman to His Friend in Edinburgh: Containing Some Observations on a Specimen of the Principles concerning Religion and Morality, said to be maintain'd in a Book lately publish'd, intituled A Treatise of Human Naure etc. Edinburgh (1745)

- An Enquiry Concerning Human Understanding (1748)

Vsebuje obdelavo glavnih točk prve knjige Razprave in dodatek k poglavjem o svobodni volji, čudežih in namerni razpravi 
- An Enquiry Concerning the Principles of Morals (1751)

Še ena obdelava vsebine Razprave za večjo privlačnost dela. Hume je imel to za svoje najboljše dela, tako filozofsko kot literarno-slogovno.
- Political Discourses Edinburgh (1752)

- Four Dissertations London (1757)

- The History of Great Britain (1754–62)

Monumentalna zogodovina od »vdora Julija Cezarja do Slavne revolucije 1688«. To delo je Humu prineslo največjo slavo za časa svojega življenja, doživelo je več kot 100 različnih izdaj. Do izida Zgodovine Anglije Thomasa Macaulaya je to delo veljalo za standardno zgodovino Anglije.
- My Own Life (1776)

Avtobiografija, napisana aprila 1776, malo pred Humovo smrtjo, ki je bila namenjena postati del nove izdaje Essays and Treatises on Several Subjects(eseji in razprave o več temah).
- Dialogues Concerning Natural Religion (1779)

Te dialoge je posthumno objavil Humov nečak David Hume, mlajši.